# Crotalaria urbaniana
Crotalaria urbaniana är en ärtväxtart som beskrevs av Paul Hermann Wilhelm Taubert. Crotalaria urbaniana ingår i släktet sunnhampor, och familjen ärtväxter. Inga underarter finns listade i Catalogue of Life.